# 布尔尼亚克
布尔尼亚克（法語：Bourgnac，法語發音：[buʁɲak]）是法国多尔多涅省的一个市镇，位于该省中西部，属于佩里格区。

## 地理
布尔尼亚克（45°1'1"N, 0°24'10"E）面积9.06 平方千米，位于法国新阿基坦大区多爾多涅省，该省份为法国西南部内陆省份，是法國本土面积第三大的省，大致对应佩里戈尔地区，北起顺时针与夏朗德省、上维埃纳省、科雷兹省、洛特省、洛特-加龙省、吉倫特省和滨海夏朗德省接壤。
与布尔尼亚克接壤的市镇（或旧市镇、城区）包括：苏尔扎克、埃格利斯讷沃-迪萨克、伊萨克、莱莱什、米西当。

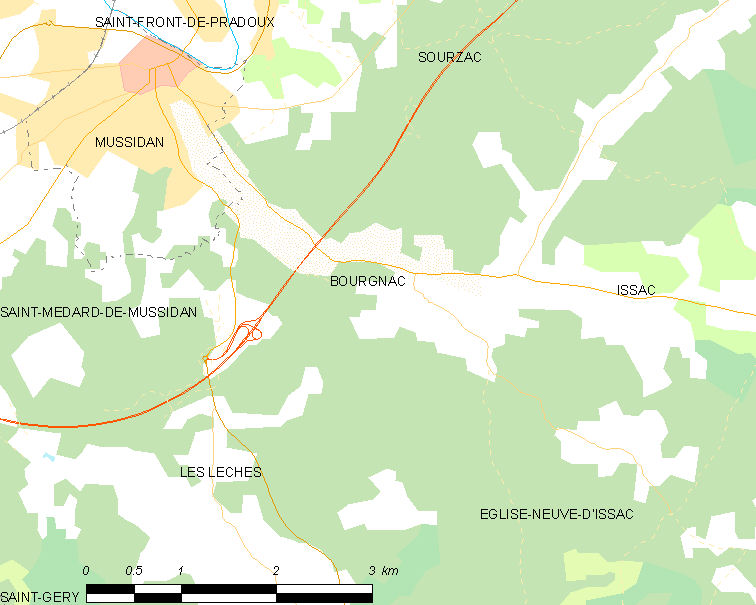
布尔尼亚克的OSM定位图

布尔尼亚克的时区为UTC+01:00、UTC+02:00（夏令时）。

## 行政
布尔尼亚克的邮政编码为24400，INSEE市镇编码为24059。

## 政治
布尔尼亚克所属的省级选区为伊勒河谷县。

## 人口

1962-2008年间布尔尼亚克人口变化图示

布尔尼亚克于2022年1月1日时的人口数量为352人。